# شکربوته موشکی
شکربوته موشکی (نام علمی: Protea rupestris) نام یک گونه از سرده شکربوته‌ها است.